# Ungheria ai XXIV Giochi olimpici invernali
L'Ungheria ha partecipato ai XXIV Giochi olimpici invernali, che si sono svolti dal 4 al 20 febbraio 2022 a Pechino in Cina, con una delegazione composta da 14 atleti, 8 uomini e 6 donne.

## Delegazione
| Sport                 | Uomini | Donne | Totale |
| --------------------- | ------ | ----- | ------ |
| Pattinaggio di figura | 1      | 1     | 2      |
| Sci alpino            | 1      | 1     | 2      |
| Sci di fondo          | 1      | 1     | 2      |
| Short track           | 5      | 2     | 7      |
| Snowboard             | -      | 1     | 1      |
| Totale                | 8      | 6     | 14     |

## Medaglie

### Medagliere per discipline
| Sport       | Oro | Argento | Bronzo | Totale |
| ----------- | --- | ------- | ------ | ------ |
| Short track | 1   | 0       | 2      | 3      |
| Totale      | 1   | 0       | 2      | 3      |

### Medaglie d'oro
| Medaglia | Nome        | Sport       | Evento         |
| -------- | ----------- | ----------- | -------------- |
| Oro      | Shaoang Liu | Short track | 500 m maschile |

### Medaglie di bronzo
| Medaglia | Nome                                                                           | Sport       | Evento                 |
| -------- | ------------------------------------------------------------------------------ | ----------- | ---------------------- |
| Bronzo   | Petra Jászapáti Zsófia Kónya Shaoang Liu Shaolin Sándor Liu John-Henry Krueger | Short track | 2000 m staffetta mista |
| Bronzo   | Shaoang Liu                                                                    | Short track | 1000 m maschile        |

## Risultati

### Pattinaggio di figura
| Atleta / coppia                   | Evento | Programma corto | Programma corto | Programma libero | Programma libero | Totale          | Totale          |
| Atleta / coppia                   | Evento | Punti           | Posizione       | Punti            | Posizione        | Punti           | Posizione       |
| --------------------------------- | ------ | --------------- | --------------- | ---------------- | ---------------- | --------------- | --------------- |
| Ioulia Chtchetinina e Márk Magyar | Coppie | Ritirati        | Ritirati        | Non qualificati  | Non qualificati  | Non qualificati | Non qualificati |

### Sci alpino
Uomini
| Atleta        | Evento          | 1ª manche | 1ª manche | 2ª manche | 2ª manche | Totale  | Totale    |
| Atleta        | Evento          | Tempo     | Posizione | Tempo     | Posizione | Tempo   | Posizione |
| ------------- | --------------- | --------- | --------- | --------- | --------- | ------- | --------- |
| Márton Kékesi | Slalom gigante  | 1'14"47   | 39º       | 1'19"07   | 34º       | 2'33"54 | 34º       |
| Márton Kékesi | Slalom speciale | 1'01"85   | 40º       | 56"12     | 32º       | 1'57"97 | 33º       |

Donne
| Zita Tóth | Slalom gigante  | DNF   | DNF | DNF   | DNF | Non qualificata | Non qualificata | Non qualificata | Non qualificata |
| Zita Tóth | Slalom speciale | 57"97 | 44ª | 57"89 | 40ª | 1'55"86         | 40ª             |                 |                 |

### Sci di fondo
Distanza
| Atleta     | Evento          | Tecnica classica | Tecnica classica | Tecnica libera | Tecnica libera | Totale    | Totale   | Totale    |
| Atleta     | Evento          | Tempo            | Posizione        | Tempo          | Posizione      | Tempo     | Distacco | Posizione |
| ---------- | --------------- | ---------------- | ---------------- | -------------- | -------------- | --------- | -------- | --------- |
| Ádám Kónya | 15 km maschile  | N.D.             | N.D.             | N.D.           | N.D.           | 45'48"9   | +7'54"1  | 80º       |
| Ádám Kónya | 50 km maschile  | N.D.             | N.D.             | N.D.           | N.D.           | 1h25'21"4 | +13'48"7 | 55º       |
| Sára Pónya | 10 km femminile | N.D.             | N.D.             | N.D.           | N.D.           | 41'13"6   | +13'07"3 | 97ª       |

Sprint
| Atleta     | Evento          | Qualificazione | Qualificazione | Quarti          | Quarti          | Semifinale      | Semifinale      | Finale          | Finale          |
| Atleta     | Evento          | Tempo          | Posizione      | Tempo           | Posizione       | Tempo           | Posizione       | Tempo           | Posizione       |
| ---------- | --------------- | -------------- | -------------- | --------------- | --------------- | --------------- | --------------- | --------------- | --------------- |
| Ádám Kónya | Sprint maschile | 3'09"43        | 72º            | Non qualificato | Non qualificato | Non qualificato | Non qualificato | Non qualificato | Non qualificato |

### Short track
Maschile
| Atleta                                                          | Evento           | Batteria | Batteria | Quarto di finale | Quarto di finale | Semifinale      | Semifinale      | Finale          | Finale          |
| Atleta                                                          | Evento           | Tempo    | Pos.     | Tempo            | Pos.             | Tempo           | Pos.            | Tempo           | Pos.            |
| --------------------------------------------------------------- | ---------------- | -------- | -------- | ---------------- | ---------------- | --------------- | --------------- | --------------- | --------------- |
| John-Henry Krueger                                              | 500 m            | 40"407   | 2º Q     | 40"844           | 5º               | Non qualificato | Non qualificato | Non qualificato | Non qualificato |
| Shaoang Liu                                                     | 500 m            | 40"797   | 1º Q     | 40"386           | 1º Q             | 40"157          | 1º QA           | 40"338          |                 |
| Shaolin Sándor Liu                                              | 500 m            | 40"948   | 1º Q     | 40"700           | 4º               | Non qualificato | Non qualificato | Non qualificato | Non qualificato |
| John-Henry Krueger                                              | 1000 m           | 1'25"236 | 1º Q     | DSQ              | DSQ              | DSQ             | DSQ             | DSQ             | DSQ             |
| Shaoang Liu                                                     | 1000 m           | 1'23"796 | 1º Q     | 1'23"940         | 2º Q             | 1'35"384        | 5º ADVA         | 1'35"693        |                 |
| Shaolin Sándor Liu                                              | 1000 m           | 1'25"262 | 1º Q     | 1'55"248         | 3º ADV           | 1'23"567        | 2º QA           | YC              | YC              |
| John-Henry Krueger                                              | 1500 m           | N.D.     | N.D.     | 2'12"525         | 3º Q             | 2'18"671        | 5º ADVB         | 2'18"059        | 11º             |
| Shaoang Liu                                                     | 1500 m           | N.D.     | N.D.     | 2'15"376         | 2º Q             | 2'12"519        | 1º QA           | 2'09"409        | 4º              |
| Shaolin Sándor Liu                                              | 1500 m           | N.D.     | N.D.     | 2'09"213         | 1º Q             | 2'10"685        | 2º QA           | 2'09"953        | 6º              |
| Shaoang Liu Shaolin Sándor Liu John-Henry Krueger Bence Nógrádi | 5000 m staffetta | N.D.     | N.D.     | N.D.             | N.D.             | 6'45"172        | 4º QB           | 6'39"713        | 6º              |

Femminile
| Atleta          | Evento | Batteria | Batteria | Quarto di finale | Quarto di finale | Semifinale      | Semifinale      | Finale          | Finale          |
| Atleta          | Evento | Tempo    | Pos.     | Tempo            | Pos.             | Tempo           | Pos.            | Tempo           | Pos.            |
| --------------- | ------ | -------- | -------- | ---------------- | ---------------- | --------------- | --------------- | --------------- | --------------- |
| Petra Jászapáti | 500 m  | 42"848   | 5ª Q     | 43"476           | 1ª Q             | 43"198          | 3ª QB           | 43"004          | 7ª              |
| Zsófia Kónya    | 500 m  | 43"905   | 3ª       | Non qualificata  | Non qualificata  | Non qualificata | Non qualificata | Non qualificata | Non qualificata |
| Petra Jászapáti | 1000 m | 1'28"392 | 2ª Q     | 1'28"786         | 3ª q             | 1'28"827        | 5ª QB           | 1'30"249        | 8ª              |
| Zsófia Kónya    | 1000 m | DNF      | DNF      | DNF              | DNF              | DNF             | DNF             | DNF             | DNF             |
| Petra Jászapáti | 1500 m | N.D.     | N.D.     | 2'22"115         | 2ª Q             | DSQ             | DSQ             | DSQ             | DSQ             |
| Zsófia Kónya    | 1500 m | N.D.     | N.D.     | DSQ              | DSQ              | DSQ             | DSQ             | DSQ             | DSQ             |

Misto
| Atleta                                                                         | Evento           | Quarti di finale | Quarti di finale | Semifinali | Semifinali | Finale   | Finale |
| Atleta                                                                         | Evento           | Tempo            | Pos.             | Tempo      | Pos.       | Tempo    | Pos.   |
| ------------------------------------------------------------------------------ | ---------------- | ---------------- | ---------------- | ---------- | ---------- | -------- | ------ |
| Petra Jászapáti Zsófia Kónya Shaoang Liu Shaolin Sándor Liu John-Henry Krueger | 2000 m staffetta | 2'38"396         | 1ª Q             | 2'38"052   | 1ª QA      | 2'40"900 |        |

### Snowboard
Big air
| Atleta           | Evento            | Qualificazioni | Qualificazioni | Qualificazioni | Qualificazioni | Qualificazioni | Finale          | Finale          | Finale          | Finale          | Finale          |
| Atleta           | Evento            | Run 1          | Run 2          | Run 3          | Totale         | Posizione      | Run 1           | Run 2           | Run 3           | Totale          | Posizione       |
| ---------------- | ----------------- | -------------- | -------------- | -------------- | -------------- | -------------- | --------------- | --------------- | --------------- | --------------- | --------------- |
| Kamilla Kozuback | Big air femminile | 51.50          | 5.50           | 59.00          | 110.50         | 17ª            | Non qualificata | Non qualificata | Non qualificata | Non qualificata | Non qualificata |

Freestyle
| Atleta           | Evento               | Qualificazioni | Qualificazioni | Qualificazioni | Qualificazioni | Finale          | Finale          | Finale          | Finale          | Finale          |
| Atleta           | Evento               | Run 1          | Run 2          | Migliore       | Posizione      | Run 1           | Run 2           | Run 3           | Migliore/Totale | Posizione       |
| ---------------- | -------------------- | -------------- | -------------- | -------------- | -------------- | --------------- | --------------- | --------------- | --------------- | --------------- |
| Kamilla Kozuback | Halfpipe femminile   | 35.50          | 15.00          | 35.50          | 19ª            | Non qualificata | Non qualificata | Non qualificata | Non qualificata | Non qualificata |
| Kamilla Kozuback | Slopestyle femminile | 21.95          | 19.58          | 21.95          | 28ª            | Non qualificata | Non qualificata | Non qualificata | Non qualificata | Non qualificata |